# Pauline Pinson
Pauline Pinson est une réalisatrice de films d'animation née le 29 juin 1979 en région parisienne. Elle est également scénariste et auteure de livres pour la jeunesse.

## Biographie
Elle étudie l'illustration, à l’école des Arts Décoratifs de Strasbourg, pendant 3 ans. Elle se spécialise ensuite dans le dessin animé à l’école de la Poudrière à Valence. Elle y réalise plusieurs courts-métrages. 
En 2004 elle écrit et réalise avec Magali Le Huche et Marion Puech un court métrage d'animation Vivre avec même si c'est dur. Il reçoit la Mention Spéciale du Jury au Festival international du court métrage de Clermont-Ferrand en 2006.
Depuis 2006, elle est scénariste pour la télévision et vit à Paris. Elle écrit également des livres pour la jeunesse et continue de réaliser des films d'animation ,. 

## Œuvres
Pauline Pinson a participé a de nombreux projets ,,,,.

### Réalisatrice
- Vivre avec même si c'est dur[1], écrit et réalisé avec Magali Le Huche et Marion Puech, 2004, 7 minutes 30.
- Migration assistée, 2010
- Michel (également scénariste), 2014
- Los Dias de Los Muertos, 2017
- Jean-Michel Super Caribou, 2020

### Scénariste
- Michel, 2011
- Jean-Michel Super Caribou, 2020

### Auteure jeunesse
- Poisson Fesse, illustré par Magali Le Huche, Les Fourmis Rouges 2024.
- Viking Girl (ou comment l'Eurovision a changé ma vie), roman publié chez Actes Sud Junior 2022
- Bienvenue à Kokoloa, Actes Sud junior 2022 co-écrit avec Ivan Rabbiosi et illustré par Dewi Noiry
- Mouton 56, Glénat, 2010
- Série Michel, avec Dewi Noiry et Ivan Rabbiosi, BD Kids

1. Grou !, 2012
2. Entre quat' zyeux, 2012
3. De bon poil ! 2013

- Série Buc, le cochon lapin, avec Magali Le Huche, Tourbillon

1. C'est pas moi, c'est la baleine !, 2014
2. Tout le monde s'appelle Caca, 2014
3. Buc, le Chevalier Pirate, 2014

- Ours veut faire la sieste, coécrit avec Rémi Chayé, illustré par Thomas Baas, Tourbillon, 2016
- L'histoire édifiante d'un lapin qui avait un petit creux et qui voulait manger une carotte, coécrit avec Rémi Chayé, Élise Garcette, Tourbillon, 2017
- Tais-toi, cauchemar !, avec Magali Le Huche, Tourbillon, 2017
- Non-Non a très honte, avec Magali Le Huche, Tourbillon, 2018

## Prix et distinctions
- Mention Spéciale du Jury au Festival international du court métrage de Clermont-Ferrand 2006[1], pour Vivre avec même si c'est dur réalisé avec Magali Le Huche et Marion Puech.